# Ocotea arenaria
Ocotea arenaria är en lagerväxtart som beskrevs av Van der Werff. Ocotea arenaria ingår i släktet Ocotea och familjen lagerväxter. Inga underarter finns listade i Catalogue of Life.